# Bondár Anna
Bondár Anna (Szeghalom, 1997. május 27. –) U18-as junior Európa-bajnok, felnőtt magyar bajnok, ifjúsági olimpikon, hivatásos teniszező.
2014 óta szerepel a profik között. Egyéniben egy alkalommal játszott döntőt WTA-tornán és két WTA125K-tornát nyert meg, párosban két WTA- és négy WTA125K-tornagyőzelmet szerzett, emellett egyéniben 17, párosban 23 ITF-torna győztese. Legjobb egyéni világranglista-helyezése az 50. hely, amelyre 2022. július 18-án került, párosban a 43. hely 2023. január 30-án. Juniorként a legjobb helyezése a kombinált világranglistán a 15. hely volt 2014. május 19-én.
Grand Slam-tornákon a legjobb eredménye egyéniben a 2023-as Australian Openen, a 2024-es US Openen és a 2025-ös Roland Garroson elért 2. kör; párosban a legjobbjaként a 2022-es és a 2023-as Roland Garroson a negyeddöntőig jutott.
2014-ben tagja volt a Nankingban rendezett ifjúsági olimpiai játékokon résztvevő magyar válogatottnak. 2015-ben megnyerte az U18-as Európa-bajnokságot. 2015-től a magyar Fed-kupa-válogatott tagja.

## Életrajza és ifjúsági pályafutása
Ötéves korától teniszezik. A családban meghatározó volt a tenisz, testnevelő tanár szülei is űzték ezt a sportot és nővérével, Sárával szinte a teniszpályán nőtt fel. Edzője a legmagasabb szintű teniszedzői képesítéssel rendelkező édesapja, Bondár Imre volt, aki korán felismerte tehetségét, a korábbi kézilabdázó édesanyja a kondi edzéseit tartotta, a nővére pedig az edzőpartnere volt. 6 éves korában lett a Szeghalmi Tenisz Club igazolt sportolója.
Eleinte csak mini teniszversenyeken vett részt, majd 8 éves korától nagy pályán versenyzett. 2009-ben megkapta A Magyar Köztársaság jó tanulója − jó sportolója 2009 kitüntető címet.
Első nemzetközi junior versenyén 2010-ben vett részt. A Budapesten rendezett G5 kategóriájú versenyen a kvalifikáció 2. körében maradt alul szlovák ellenfelével szemben. Első páros tornagyőzelmét 2012-ben aratta, és ezt abban az évben még három követte. Első egyéni döntőjét 2013. májusban játszotta a Budapesten rendezett G4 kategóriájú tornán, ahol a szerb Ivana Jorovićtól szenvedett vereséget. Első egyéni tornagyőzelmére ugyanebben az évben szeptemberben éppen Szerbiában került sor, ahol a döntőben román ellenfelét legyőzve nyerte meg a G2 kategóriájú 15th Serbia Junior Open Novi Sad elnevezésű tornát.
2013-ban a 16 évesek Mesterek Tornáján (Tennis Europe Masters) a 3. helyen végzett. 2013-ban az U16 Európa-bajnokságon Vendrynében Stollár Fannyval és Stolmár Rebekával csapatban bronzérmesek lettek, és Stollár Fannyval párosban ezüstérmet szerzett. Az U16-osok moszkvai Európa-bajnokságán párosban ezüstérmet szerzett, egyéniben a 3. helyen végzett. A mexikói junior csapatvilágbajnokságon a magyar válogatottal negyedik lett. Decemberben ausztrál társával megnyerte a világ egyik legrangosabb, G1-es amerikai tornáját, az Eddie Herrt.
2014-ben Barátosi Levente lett az edzője, aki korábban Szávay Ágnes és Babos Tímea felkészítését is végezte. Budapestre költözött és az MTK-ba igazolt át, ahol később Bardóczky Kornél irányítása alatt készült a versenyekre. Tagja volt a Nankingban rendezett nyári ifjúsági olimpiai játékokon résztvevő magyar válogatott csapatnak. Első WTA-pontjait, és első egyéni ITF-tornagyőzelmét 2014-ben Antalyában szerezte, megnyerve az ott rendezett 10 000 dolláros versenyt. Ebben az évben szerezte meg első páros ITF-tornagyőzelmét is, amikor 2014 novemberében Gálfi Dalmával párban megnyerte az Iráklióban rendezett tornát.
2015-ben megnyerte az U18-as Európa-bajnokságot, amelyet ebben a korosztályban előtte csak Mandula Petrának (1996) és Szávay Ágnesnek (2005) sikerült a magyar junior teniszezők közül. Ebben az évben hat egyéni ITF-döntőjéből öt alkalommal győztesen került ki. Párosban tíz alkalommal játszott döntőt, és szintén öt tornagyőzelmet jegyezhetett fel.

## Profi pályafutása

### 2016–2020: Sérülés és visszatérés
2016-ban súlyos sérülést, keresztszalag szakadást szenvedett, meg kellett műteni, ezért bő egyéves kihagyásra kényszerült. 2017 augusztusában kezdhetett újra versenyezni, és októberben már megnyerte a felnőtt magyar bajnokságot. A magyar bajnoki cím mellett Görögországban két páros és egy egyéni győzelemmel, valamint egy egyéni döntős szerepléssel jelezte versenytársainak, hogy ismét számolni kell vele.
2018-ban újra visszakerült a világranglistán a Top300 közé, és a 2019-es évet is egyéni és páros győzelemmel kezdte. 2019. januárban egyéniben és párosban is győzött a Daytona Beachen rendezett 25 000 dolláros tornán, majd egy héttel később is csak a döntőben szenvedett 3,5 órányi játék után vereséget amerikai ellenfelétől. Ekkor már a 222. helyre került a világranglistán.
2019. februárban a Szlovénia elleni Fed-kupa-mérkőzésen győzött le életében először Top100-as játékost, amikor a világranglista 86. helyén álló Dalila Jakupović ellen 4–6, 6–1, 6–4 arányban győzött.
2019. januárban egyéniben és párosban is győzött Daytona Beachen, az ITF 25 000 dolláros tornáján, majd egy héttel később ugyancsak a döntőbe jutott egyéniben a floridai Plantaitonben. 2019. márciusban bejutott a Curitibában rendezett 25 000 dolláros torna döntőjébe, és ezzel az eredményével áttörte a Top200-as határt, a világranglistán a 198. helyre került.
2019. májusban az olaszországi Pulában rendezett 25 000 dolláros tornán párosban a döntőbe jutott. Ugyanebben a hónapban a Trnavában rendezett 100 000 dolláros tornán a negyeddöntőig jutott. Szeptemberben a Zágrábban rendezett 60 000 dolláros tornán eddigi legnagyobb sikerét érve el párosban megszerezte a tornagyőzelmet.
2020-ban négy alkalommal jétszott döntőt párosban 25 000 dolláros tornán. Kétszer győzött, két alkalommal vereséget szenvedett. 2021 januárjában a Hamburgban rendezett 25 000 dolláros tornán párosban tornagyőzelmet szerzett. Februárban a dél-afrikai Potchefstroomban rendezett 25 000 dolláros tornán egyéniben, és egy héttel később ugyanitt párosban játszott döntőt.

### 2021: Első WTA-tornagyőzelem, Top100, és a legjobb magyar a világrangistán
Az évet a világranglista 273. helyén kezdte. 2021. március elején párosban döntőt játszott a spanyolországi Manacorban. Májusban párosban győzött a Prágában rendezett 25 000 dolláros tornán, és egyéniben az elődöntőig jutott a Saint-Gaudensi 60 000 dolláros versenyen. Júliusban érte el az addigi legjobb eredményét, amikor a svédországi Båstadban rendezett 125 000 dolláros Nordea Openen a negyeddöntőig jutott. A következő tornáján, a Gdyniában rendezett WTA 250 kategóriájú tornán ezt is túlszárnyalta, ahol a selejtezőből indulva jutott a negyeddöntőig. Szeptember elején a karlsruhei WTA 125K kategóriájú tornán ismét negyeddöntős eredményt ért el. Következő tornáján, a Wiesbadenben rendezett 80 000 dolláros ITF-tornán egyéniben és párosban is megszerezte a tornagyőzelmet. Ezzel az egyéni és a páros világranglistán is a legjobb 150 versenyző közé került. Egy héttel később a franciaországi Le Neubourgban rendezett 80 000 dolláros ITF-tornán is döntőbe jutott egyéniben.
2021 novemberében érte el pályafutása addigi legnagyobb sikerét, amikor megnyerte a Buenos Airesben rendezett WTA125K-kategóriájú tornát. Ezzel az eredményével a világranglistán a 107. helyre került, és a legelőkelőbb helyen jegyzett magyar teniszezőnő lett. Ugyanezen a tornán Udvardy Pannával párosban az elődöntőig jutottak, és a páros világranglistán is az addigi legjobb eredményét, a 130. helyet érte el. Egy héttel később megnyerte a Santiago de Chilében rendezett 60 000 dolláros tornát, ezzel a világranglistán a Top100-ba került, a 90. helyre. Éves eredménye alapján a sportági szövetség az év magyar női teniszezőjének választotta.

### 2022: Top50
Májusban a Roland Garros előtti héten élete legjobb eredményét érte el, amikor a rabati WTA250-es tornán az elődöntőbe jutott. Erre a mérkőzésre azonban kisebb vállsérülése miatt óvatosságból nem állt ki. A Roland Garroson egyéniben az 1. körben verseéget szenvedett, párosban azonban a negyeddöntőig jutott, ahol a későbbi döntős amerikai Cori Gauff–Jessica Pegula párostól kaptak ki. Ezzel az eredményével párosban is a Top100-ba került, egyből a 73. helyre ugrott. Júliusban a WTA250-es Budapest Grand Prix-n az elődöntőig jutott, ezzel az eredményével a világranglistán az 50. helyre lépett. Egy héttel később a palermói WTA250-es tornán párosban megszerezte első WTA-tornagyőzelmét. Ezzel párosban is az 50. hely közelébe, az 53. helyre került a világranglistán.

### 2025: WTA250 egyéni döntő
2025 júliusában bejutott a Hamburg European Open döntőjébe, ott azonban vereséget szenvedett a francia Loïs Boissontól.

## WTA döntői

### Egyéni
| Összesítés                   |
| Grand Slam-torna (0)         |
| WTA 1000 (kötelező)* (0)     |
| WTA 1000 (nem kötelező)* (0) |
| WTA 500* (0)                 |
| WTA 250* (0)                 |

#### Elveszített döntői (1)
|    | Dátum            | Torna                                       | Borítás | Ellenfél a döntőben | Eredmény a döntőben | Eredmény a döntőben |
| 1. | 2025. július 20. | Hamburg European Open, Hamburg, Németország | Salak   | Loïs Boisson        | 5–7, 3–6            |                     |

### Páros
| Összesítés                   |
| Grand Slam-torna (0)         |
| WTA 1000 (kötelező)* (0)     |
| WTA 1000 (nem kötelező)* (0) |
| WTA 500* (0)                 |
| WTA 250* (2)                 |

#### Győzelmei (2)
|    | Dátum            | Torna                                       | Borítás | Partner              | Ellenfelek a döntőben        | Eredmény a döntőben | Eredmény a döntőben |
| 1. | 2022. július 24. | Palermo International, Palermo, Olaszország | Salak   | Kimberley Zimmermann | Amina Ansba Udvardy Panna    | 6–3, 6–2            |                     |
| 2. | 2023. július 30. | Swiss Open, Lausanne, Svájc                 | Salak   | Diane Perry          | Amina Ansba Anastasia Dețiuc | 6–2, 6–1            |                     |

#### Elveszített döntői (2)
|    | Dátum            | Torna                             | Borítás | Partner          | Ellenfelek a döntőben            | Eredmény a döntőben | Eredmény a döntőben |
| 1. | 2024. április 7. | Copa Colsanitas, Bogotá, Kolumbia | Salak   | Irina Hromacsova | Cristina Bucșa Kamilla Rahimova  | 6–7(5), 6–3, [8–10] |                     |
| 2. | 2025. július 20. | Iași Open, Jászvásár, Románia     | Salak   | Arantxa Rus      | Nagyija Kicsenok Ninomija Makoto | 4–6, 6–3, [9–11]    |                     |

## WTA 125K döntői

### Egyéni

#### Győzelmei (2)
|    | Dátum               | Torna                        | Borítás | Ellenfél a döntőben | Eredmény a döntőben |
| 1. | 2021. november 7.   | Argentina Open, Buenos Aires | Salak   | Diane Parry         | 6–3, 6–3            |
| 2. | 2024. augusztus 11. | German Open Hamburg, Hamburg | Salak   | Arantxa Rus         | 6–4, 6–2            |

#### Elveszített döntői (1)
|    | Dátum           | Torna                   | Borítás | Ellenfél a döntőben | Eredmény a döntőben |
| 1. | 2025. június 8. | Open delle Puglie, Bari | Salak   | Anca Todoni         | 7–6(4), 4–6, 4–6    |

### Páros

#### Győzelmei (4)
|    | Dátum                | Torna                          | Borítás | Partner              | Ellenfél a döntőben              | Eredmény a döntőben |
| 1. | 2022. szeptember 25. | Budapest Open 125, Budapest    | Salak   | Kimberley Zimmermann | Jesika Malečková Renata Voráčová | 6–3, 2–6, [10–5]    |
| 2. | 2024. március 31.    | San Luis Open, San Luis Potosí | Salak   | Tamara Zidanšek      | Laura Pugossi Katarzyna Piter    | játék nélkül        |
| 3. | 2024. augusztus 10.  | German Open Hamburg, Hamburg   | Salak   | Kimberley Zimmermann | Arantxa Rus Nina Stojanović      | 5–7, 6–3, [11–9]    |
| 4. | 2025. április 6.     | Antalya Challenger 3, Antalya  | Salak   | Simona Waltert       | Alicia Barnett Elixane Lechemia  | 7–5, 2–6, [10–6]    |

#### Elveszített döntői (2)
|    | Dátum                | Torna                    | Borítás    | Partner              | Ellenfél a döntőben               | Eredmény a döntőben |
| 1. | 2023. szeptember 24. | Parma Ladies Open, Parma | Salak      | Kimberley Zimmermann | Dalila Jakupović Irina Hromacsova | 2–6, 3–6            |
| 2. | 2023. október 15.    | Open de Rouen, Rouen     | Kemény (f) | Kimberley Zimmermann | Maia Lumsden Jessika Ponchet      | 3–6, 6–7(4)         |

## ITF döntői: 64 (40–24)

### Egyéni: 28 (17–11)
| Díjazás              |
| -------------------- |
| $100,000 torna       |
| $75,000/80,000 torna |
| $50,000/60,000 torna |
| $25,000 torna        |
| $15,000 torna        |
| $10,000 torna        |

| Borításonként |
| ------------- |
| Kemény (3–4)  |
| Salak (14–5)  |
| Fű (0–0)      |
| Szőnyeg (0–0) |

| Eredmény | No. | Dátum                | Torna                                    | Borítás    | Ellenfél                | Eredmény            |
| -------- | --- | -------------------- | ---------------------------------------- | ---------- | ----------------------- | ------------------- |
| Győztes  | 1.  | 2014. május 4.       | Antalya, Törökország                     | Kemény     | Olga Dorosina           | 6–3, 6–2            |
| Döntős   | 1.  | 2015. április 26.    | Iráklio, Görögország                     | Kemény     | Raluca Georgiana Șerban | 6–4, 4–6, 1–6       |
| Győztes  | 2.  | 2015. május 24.      | Nagyszeben, Románia                      | Salak      | Mădălina Gojnea         | 6–1, 4–6, 6–1       |
| Győztes  | 3.  | 2015. szeptember 6.  | Bol, Horvátország                        | Salak      | Tena Lukas              | 6–4, 6–2            |
| Győztes  | 4.  | 2015. szeptember 13. | Bol, Horvátország                        | Salak      | Magdaléna Pantůčková    | 7–5, 6–4            |
| Győztes  | 5.  | 2015. október 25.    | Antalya, Törökország                     | Kemény     | Greet Minnen            | 3–6, 6–2, 6–1       |
| Győztes  | 6.  | 2015. november 29.   | Antalya, Törökország                     | Salak      | Alisza Klejbanova       | 6–3, 6–4            |
| Döntős   | 2.  | 2016. március 27.    | Canberra, Ausztrália                     | Salak      | Miyu Kato               | 4–6, 6–7(3)         |
| Győztes  | 7.  | 2017. október 28.    | Iráklio, Görögország                     | Salak      | Jani Réka Luca          | 6–2, 6–3            |
| Döntős   | 3.  | 2017. november 5.    | Iráklio, Görögország                     | Salak      | Jani Réka Luca          | 0–6, 3–6            |
| Döntős   | 4.  | 2018. március 11.    | Iráklio, Görögország                     | Salak      | Anastasia Dețiuc        | 3–6, 2–6            |
| Döntős   | 5.  | 2018. március 25.    | Iráklio, Görögország                     | Salak      | Ylena In-Albon          | 6–4, 6–7(3), 1–6    |
| Győztes  | 8.  | 2018. május 12.      | Kaposvár, Magyarország                   | Salak      | Aneta Kladivová         | 6–4, 7–6(3)         |
| Győztes  | 9.  | 2018. október 20.    | Sevilla, Spanyolország                   | Salak      | Başak Eraydın           | 6–2, 5–7, 6–2       |
| Győztes  | 10. | 2019. január 20.     | Daytona Beach, Florida, Egyesült Államok | Salak      | Francoise Abanda        | 6-7(3), 7-6(5), 7-5 |
| Döntős   | 6.  | 2019. január 27.     | Plantation, Florida, Egyesült Államok    | Salak      | Hailey Baptiste         | 5-7, 7-6(6), 2-6    |
| Döntős   | 7.  | 2019. március 24.    | Curitiba, Brazília                       | Salak      | Jasmine Paolini         | 6-4, 4-6, 2-6       |
| Döntős   | 8.  | 2021. február 14.    | Potchefstroom, Dél-Afrika                | Kemény     | Nuria Párrizas Díaz     | 1–6, 6–4, 2–6       |
| Győztes  | 11. | 2021. szeptember 26. | Wiesbaden, Németország                   | Salak      | Clara Burel             | 6–2, 6–4            |
| Döntős   | 9.  | 2021. október 3.     | Le Neubourg, Franciaország               | Kemény     | Mihaela Buzărnescu      | 1–6, 3–6            |
| Győztes  | 12. | 2021. november 13.   | Santiago de Chile, Chile                 | Salak      | Verónica Cepede Royg    | 6–2, 6–3            |
| Győztes  | 13. | 2023. szeptember 10. | Montreux, Svájc                          | Salak      | Anna Gabric             | 6–4, 6–1            |
| Győztes  | 14. | 2024. február 25.    | Porto, Portugália                        | Kemény (f) | Noma Noha Akugue        | 7–6(4), 6–2         |
| Döntős   | 10. | 2024. április 14.    | Bellinzona, Svájc                        | Salak      | Loïs Boisson            | 3–6, 6–2, 4–6       |
| Döntős   | 11. | 2024. április 21.    | Chiasso, Svájc                           | Salak      | Julia Riera             | 3–6, 6–7(2)         |
| Győztes  | 15. | 2024. június 23.     | Olomouc, Csehország                      | Salak      | Jang Su-jeong           | 6–3, 7–6(4)         |
| Győztes  | 16. | 2024. augusztus 3.   | Hechingen, Németország                   | Salak      | Jekatyerina Makarova    | 6–0, 6–2            |
| Győztes  | 17. | 2025. május 4.       | Wiesbaden, Németország                   | Salak      | Julia Grabher           | 6–2, 6–4            |

### Páros 36: (23–13)
| Díjazás              |
| -------------------- |
| $100,000 torna       |
| $75,000/80,000 torna |
| $50,000/60,000 torna |
| $25,000 torna        |
| $15,000 torna        |
| $10,000 torna        |

| Borításonként |
| ------------- |
| Kemény (8–7)  |
| Salak (15–6)  |
| Fű (0–0)      |
| Szőnyeg (0–0) |

| Eredmény | No. | Dátum                | Torna                                    | Borítás    | Partner              | Ellenfelek                                 | Eredmény            |
| -------- | --- | -------------------- | ---------------------------------------- | ---------- | -------------------- | ------------------------------------------ | ------------------- |
| Döntős   | 1.  | 2014. október 26.    | Iráklio, Görögország                     | Kemény     | Gálfi Dalma          | Jani Réka Luca Julia Stamatova             | 4–6, 4–6            |
| Győztes  | 1.  | 2014. november 9.    | Iráklio, Görögország                     | Kemény     | Gálfi Dalma          | Martina Bašić Tena Lukas                   | 4–6, 6–3, [10–8]    |
| Győztes  | 2.  | 2014. december 6.    | Tel-Aviv, Izrael                         | Kemény     | Ilka Csöregi         | Anna Bogoszlavec Ester Masuri              | 6–1, 6–3            |
| Győztes  | 3.  | 2015. március 14.    | Solarino, Olaszország                    | Kemény     | Gálfi Dalma          | Szofija Kovalec Janina Toljan              | 6–3, 6–2            |
| Döntős   | 2.  | 2015. március 27.    | Solarino, Olaszország                    | Kemény     | Olga Dorosina        | Francesca Palmigiano Lisa Sabino           | 3–6, 6–4, [3–10]    |
| Győztes  | 4.  | 2015. április 25.    | Iráklio, Görögország                     | Kemény     | Lisa-Maria Moser     | Fatma Al-Nabhani Sharrmadaa Baluu          | 6–3, 7–5            |
| Győztes  | 5.  | 2015. május 22.      | Nagyszeben, Románia                      | Salak      | Ana Bianca Mihăilă   | Mihaela Ghioca Iuliana Oante               | 6–4, 6–4            |
| Döntős   | 3.  | 2015. szeptember 6.  | Bol, Horvátország                        | Salak      | Stolmár Rebeka       | Adrijana Lekaj Silvia Njirić               | 4–6 5–7             |
| Döntős   | 4.  | 2015. október 11.    | Antalya, Törökország                     | Kemény     | Stolmár Rebeka       | Nicoleta Dascălu Andreea Ghițescu          | 4–6 6–3 [5–10]      |
| Győztes  | 6.  | 2015. október 18.    | Antalya, Törökország                     | Kemény     | Stolmár Rebeka       | Daiana Negreanu Cristina Sánchez Quintanar | 6–1, 2–6, [10–5]    |
| Döntős   | 5.  | 2015. október 25.    | Antalya, Törökország                     | Kemény     | Stolmár Rebeka       | Anna Klasen Charlotte Klasen               | 4–6 4–6             |
| Döntős   | 6.  | 2015. november 22.   | Antalya, Törökország                     | Salak      | Stolmár Rebeka       | Bukta Ágnes Vivien Juhászová               | 5–7 3–6             |
| Győztes  | 7.  | 2015. november 29.   | Antalya, Törökország                     | Salak      | Stolmár Rebeka       | Sofia Kvatsabaia Julyette Steur            | 2–6, 6–4, [10–2]    |
| Győztes  | 8.  | 2017. augusztus 20.  | Graz, Ausztria                           | Salak      | Jani Réka Luca       | Jana Jablonovská Natália Vajdová           | 6–4, 6–3            |
| Győztes  | 9.  | 2017. október 28.    | Iráklio, Görögország                     | Salak      | Jani Réka Luca       | Michaela Boev Anna Ukolova                 | 6–4, 6–2            |
| Győztes  | 10. | 2017. november 5.    | Iráklio, Görögország                     | Salak      | Jani Réka Luca       | Ioana Gaspar Bojana Marinković             | 6–4, 2–6, [10–8]    |
| Győztes  | 11. | 2018. március 16.    | Iráklio, Görögország                     | Salak      | Jani Réka Luca       | Emma Laine Sabrina Santamaria              | 7–5, 6–2            |
| Győztes  | 12. | 2018. május 4.       | Balatonboglár, Magyarország              | Salak      | Raluca Șerban        | Bukta Ágnes Gálfi Dalma                    | 6–1, 7–6(2)         |
| Győztes  | 13. | 2018. május 11.      | Kaposvár, Magyarország                   | Salak      | Udvardy Panna        | Julija Lisza Marija Marfutyina             | 7–6(6), 6–1         |
| Győztes  | 14. | 2018. augusztus 12.  | Koksijde, Belgium                        | Salak      | Raluca Șerban        | Dea Herdželaš Tereza Mihalíková            | 6–3, 6–0            |
| Győztes  | 15. | 2019. január 20.     | Daytona Beach, Florida, Egyesült Államok | Salak      | Ulrikke Eikeri       | Hailey Baptiste Emina Bektas               | 6-3 5-7 [11-9]      |
| Döntős   | 7.  | 2019. május 5.       | Pula, Olaszország                        | Salak      | Naiktha Bains        | Gabriela Cé Chiara Scholl                  | 0–6, 5–7            |
| Győztes  | 16. | 2019. szeptember 7.  | Zágráb, Horvátország                     | Salak      | Paula Ormaechea      | Amandine Hesse Daniela Seguel              | 7–5, 7–5            |
| Döntős   | 8.  | 2019. szeptember 15. | Sankt Pölten, Ausztria                   | Salak      | Jani Réka Luca       | Irina Fetecău Udvardy Panna                | 6–7(5), 6–0, [9–11] |
| Döntős   | 9.  | 2019. szeptember 28. | Kaposvár, Magyarország                   | Salak      | Jani Réka Luca       | Gálfi Dalma Nagy Adrienn                   | 6–7(5), 6–2, [3–10] |
| Döntős   | 10. | 2020. január 11.     | Bendigo, Ausztrália                      | Kemény     | Pemra Özgen          | Alison Bai Jaimee Fourlis                  | 7–5, 4–6, [8–10]    |
| Győztes  | 17. | 2020. február 15.    | Trnava, Szlovákia                        | Kemény     | Tereza Mihaliková    | Amina Ansba Anastasia Dețiuc               | 6–4, 6–4            |
| Döntős   | 11. | 2020. szeptember 13. | Tarvisio, Olaszország                    | Salak      | Paula Ormaechea      | Marie Benoît Alexandra Cadanțu             | 1–6, 3–6            |
| Győztes  | 18. | 2020. szeptember 18. | Grado, Olaszország                       | Salak      | Stollár Fanny        | Federica Di Sarra Camilla Rosatello        | 7–5, 6–2            |
| Győztes  | 19. | 2021. január 16.     | Hamburg, Németország                     | Kemény (f) | Tereza Mihaliková    | Amandine Hesse Kimberley Zimmermann        | 6–4, 6–4            |
| Döntős   | 12. | 2021. február 20.    | Potchefstroom, Dél-Afrika                | Kemény     | Jani Réka Luca       | Miriam Kolodziejová Jesika Malečková       | 2–6, 6–3, [5–10]    |
| Döntős   | 13. | 2021. március 5.     | Manacor, Spanyolország                   | Kemény     | Tereza Mihalíková    | Jani Réka Luca Lara Salden                 | 4–6, 5–7            |
| Győztes  | 20. | 2021. május 8.       | Prága, Csehország                        | Salak      | Kimberley Zimmermann | Xenia Knoll Elena-Gabriela Ruse            | 7–6(5), 6–2         |
| Győztes  | 21. | 2021. szeptember 26. | Wiesbaden, Németország                   | Salak      | Lara Salden          | Arianne Hartono Olivia Tjandramulia        | 6–7(9), 6–2, [10–4] |
| Győztes  | 22. | 2023. augusztus 12.  | Maspalomas, Spanyolország                | Salak      | Babos Tímea          | Leyre Romero Gormaz Arantxa Rus            | 6–4, 3–6, [10–4]    |
| Győztes  | 23. | 2024. február 24.    | Porto, Portugália                        | Kemény (f) | Céline Naef          | Francisca Jorge Matilde Jorge              | 6–4, 3–6, [11–9]    |

## Eredményei Grand Slam-tornákon

### Egyéniben
| Grand Slam | Australian Open | Australian Open  | Roland Garros  | Roland Garros    | Wimbledon      | Wimbledon          | US Open        | US Open          |
| Év         | Eredmény        | Utolsó ellenfél  | Eredmény       | Utolsó ellenfél  | Eredmény       | Utolsó ellenfél    | Eredmény       | Utolsó ellenfél  |
| 2019       | –               | –                | –              | –                | Selejtező (Q1) | Selejtező (Q1)     | Selejtező (Q1) | Selejtező (Q1)   |
| 2020       | Selejtező (Q1)  | Selejtező (Q1)   | –              | –                | elmaradt       | elmaradt           | –              | –                |
| 2021       | –               | –                | –              | –                | Selejtező (Q1) | Selejtező (Q1)     | Selejtező (Q2) | Selejtező (Q2)   |
| 2022       | 1. kör          | A Pavljucsenkova | 1. kör         | Petra Kvitová    | 1. kör         | Anhelina Kalinyina | 1. kör         | Camila Giorgi    |
| 2023       | 2. kör          | Jeļena Ostapenko | 1. kör         | I-C Begu         | 1. kör         | Bianca Andreescu   | Selejtező (Q2) | Selejtező (Q2)   |
| 2024       | Selejtező (Q3)  | Selejtező (Q3)   | Selejtező (Q1) | Selejtező (Q1)   | Selejtező (Q1) | Selejtező (Q1)     | 2. kör         | Anna Kalinszkaja |
| 2025       | 1. kör          | Vang Ja-fan      | 2. kör         | Elina Szvitolina | 1. kör         | Elina Szvitolina   |                |                  |

### Párosban
| Grand Slam | Australian Open            | Australian Open                             | Roland Garros            | Roland Garros                 | Wimbledon              | Wimbledon                          | US Open             | US Open                            |
| Év         | Eredmény Partner           | Utolsó ellenfél                             | Eredmény Partner         | Utolsó ellenfél               | Eredmény Partner       | Utolsó ellenfél                    | Eredmény Partner    | Utolsó ellenfél                    |
| 2022       | 1. kör Okszana Kalasnikova | Anna Danilina B Haddad Maia                 | Negyeddöntő Greet Minnen | Cori Gauff Jessica Pegula     | 1. kör Greet Minnen    | Elise Mertens Csang Suaj           | 2. kör Greet Minnen | Ljudmila Kicsenok Jeļena Ostapenko |
| 2023       | 2. kör Greet Minnen        | Viktorija Golubic Monica Niculescu          | Negyeddöntő Greet Minnen | Cori Gauff Jessica Pegula     | 3. kör Greet Minnen    | Marie Bouzková S Sorribes Tormo    | 1. kör Babos Tímea  | Viktorija Fjodaravna B Haddad Maia |
| 2024       | 2. kör Babos Tímea         | Caroline Garcia Kristina Mladenovic         | 1. kör Greet Minnen      | Ulrikke Eikeri Ingrid Neel    | –                      | –                                  | 1. kör Clara Burel  | Csiang Hszin-jü Ninomija Makoto    |
| 2025       | 1. kör Ucsijima Mojuka     | Elisabetta Cocciaretto Ljudmila Szamszonova | 1. kör Greet Minnen      | Hszie Su-vej Jeļena Ostapenko | 1. kör Ucsijima Mojuka | Kateřina Siniaková Taylor Townsend |                     |                                    |

## Év végi világranglista-helyezései
| Év     | 2014 | 2015 | 2016 | 2017 | 2018 | 2019 | 2020 | 2021 | 2022 | 2023 | 2024 |
| Egyéni | 789. | 397. | 402. | 563. | 261. | 222. | 273. | 90.  | 71.  | 114. | 94.  |
| Páros  | 933. | 415. | 505. | 557. | 287. | 198. | 178. | 128. | 50.  | 52.  | 87.  |

## Díjai, elismerései
- Az év magyar teniszezője: 2021,[24] 2022,[27] 2023[28]